# أسود وأزرق (فلم)
أسود وأزرق (بالإنجليزية: Black and Blue)، هُو فيلم أكشن أمريكي صدر سنة 2019 وأخرجه ديون تايلور بناء على سيناريو أعده Peter A. Dowling. الفيلم من بطولة كُل من ناعومي هاريس وتيريس جيبسون وفرانك جريلو ومايك كولتر وريد سكوت وبو ناب.

## وصلات خارجية
- مقالات تستعمل روابط فنية بلا صلة مع ويكي بيانات